# 개혁주의이론실천학회
개혁주의이론실천학회는 삶의 모든 영역을 종교개혁의 연결고리로 체계화하기 위해 하나님의 절대주권 사상, 성경의 신적 영감과 권위 그리고 신앙과 삶에 대한 규범, 문화와 사회 변혁 사상, 다가오실 예수 그리스도 안에서 다가오는 하나님 나라에 대한 소망과 실천이라는 기독교의 세계관을 바탕으로 인간 삶의 전체성을 연구하는 학회이다. 이 학회에는 기독인으로서의 전문가들이 신학은 물론이고 문화, 철학, 경제, 경영, 정치, 법, 행정, 상담, 역사, 복지, 예술, 과학, 기술, 영성과 건강, 체육, 문학, 건축, 미래학 등 세계의 모든 영역에서 참여할 수 있다.